# Ringer-Weltmeisterschaften 2000
Die Ringer-Weltmeisterschaften 2000 fanden vom 1. bis zum 3. September 2000 in Sofia statt. Wegen der Olympischen Spiele im selben Jahr wurden nur Frauenwettbewerbe ausgetragen.

## Medaillengewinner
| Klasse | Gold                   | Silber              | Bronze          |
| ------ | ---------------------- | ------------------- | --------------- |
| -46 kg | Iryna Melnyk-Merleni   | Inga Karamtschakowa | Carol Huynh     |
| -51 kg | Hitomi Sakamoto        | Tricia Saunders     | Ida Hellström   |
| -56 kg | Seiko Yamamoto         | Tetjana Lasarewa    | Jennifer Ryz    |
| -62 kg | Nikola Hartmann-Dünser | Rena Iwama          | Stéphanie Groß  |
| -68 kg | Kristie Marano         | Anna Schamowa       | Tomoe Miyamoto  |
| -75 kg | Christine Nordhagen    | Edyta Witkowska     | Kyōko Hamaguchi |

## Medaillenspiegel
| Rang | Land               | Gold | Silber | Bronze |
| ---- | ------------------ | ---- | ------ | ------ |
| 1    | Japan              | 2    | 1      | 2      |
| 2    | Ukraine            | 1    | 1      | 0      |
|      | Vereinigte Staaten | 1    | 1      | 0      |
| 4    | Kanada             | 1    | 0      | 2      |
| 5    | Österreich         | 1    | 0      | 0      |
| 6    | Russland           | 0    | 2      | 0      |
| 7    | Polen              | 0    | 1      | 0      |
| 8    | Deutschland        | 0    | 0      | 1      |
|      | Schweden           | 0    | 0      | 1      |